# بونیفاچیو، کرس جنوبی
بونیفاچیو، کرس جنوبی (به فرانسوی: Bonifacio, Corse-du-Sud) یک کمون در فرانسه با جمعیت ۲٬۸۷۲ نفر است که در Canton of Bonifacio واقع شده‌است.